# Elleschara major
Elleschara major är en mossdjursart som först beskrevs av Walter Douglas Hincks 1884.  Elleschara major ingår i släktet Elleschara och familjen Romancheinidae. Inga underarter finns listade i Catalogue of Life.